# 2. ŽNL Osječko-baranjska NS Valpovo – Donji Miholjac 2014./15.
Ligu je osvojila NK Drava Nard, ali nije izborila promociju u 1. ŽNL Osječko-baranjsku. Iz lige su u 3. ŽNL Osječko-baranjsku ispali NK Omladinac Petrijevci, NK Gaj Brođanci i NK Croatia Veliškovci.

## Tablica
| Mj. | Klub                    | Sus. | Pobj. | Nerj. | Por. | GR.    | Bod.       |
| --- | ----------------------- | ---- | ----- | ----- | ---- | ------ | ---------- |
| 1.  | NK Drava Nard           | 30   | 23    | 4     | 3    | 87:30  | 73         |
| 2.  | NK BSK Termia Bizovac   | 30   | 19    | 3     | 8    | 90:38  | 60         |
| 3.  | NK Hajduk Marijanci     | 30   | 16    | 7     | 7    | 63:35  | 55         |
| 4.  | NK Graničar Šljivoševci | 30   | 15    | 8     | 7    | 50:28  | 53         |
| 5.  | NK Gat                  | 30   | 16    | 4     | 10   | 52:30  | 52         |
| 6.  | NK Zelčin               | 30   | 15    | 5     | 10   | 60:33  | 50         |
| 7.  | NK Dubrava Ivanovci     | 30   | 13    | 6     | 11   | 58:37  | 45         |
| 8.  | NK Sokol Rakitovica     | 30   | 12    | 8     | 10   | 43:43  | 44         |
| 9.  | NK Bratstvo Radikovci   | 30   | 12    | 7     | 11   | 56:55  | 43         |
| 10. | NK Hajdin Cret          | 30   | 12    | 4     | 14   | 63:70  | 40         |
| 11. | NK Mladost Črnkovci     | 30   | 11    | 5     | 14   | 45:40  | 37 (-1) ↓1 |
| 12. | NK Kućanci              | 30   | 10    | 3     | 17   | 46:85  | 33         |
| 13. | NK Satnica              | 30   | 8     | 8     | 14   | 43:51  | 32         |
| 14. | NK Omladinac Petrijevci | 30   | 7     | 8     | 15   | 55:59  | 28 (-1) ↓2 |
| 15. | NK Gaj Brođanci         | 30   | 4     | 4     | 21   | 23:128 | 16         |
| 16. | NK Croatia Veliškovci   | 30   | 4     | 2     | 24   | 24:96  | 14         |

## Rezultati
| NK BSK Termia Bizovac – NK Gat 5:0 NK Bratstvo Radikovci – NK Kućanci 1:0 NK Satnica – NK Omladinac Petrijevci 1:1 NK Mladost Črnkovci – NK Dubrava Ivanovci 3:0 NK Gaj Brođanci – NK Hajduk Marijanci 2:2 NK Drava Nard – NK Zelčin 0:0 NK Graničar Šljivoševci – NK Sokol Rakitovica 0:1 NK Croatia Veliškovci – NK Hajdin Cret 0:3  | NK Croatia Veliškovci – NK Graničar Šljivoševci 1:3 NK Sokol Rakitovica – NK Drava Nard 2:3 NK Zelčin – NK Gaj Brođanci 7:0 NK Hajduk Marijanci – NK Mladost Črnkovci 4:2 NK Dubrava Ivanovci – NK Satnica 2:0 NK Omladinac Petrijevci – NK Bratstvo Radikovci 0:2 NK Kućanci – NK BSK Termia Bizovac 1:4 NK Hajdin Cret – NK Gat 3:1   | NK Drava Nard – NK Croatia Veliškovci 7:0 NK Gaj Brođanci – NK Sokol Rakitovica 0:0 NK Mladost Črnkovci – NK Zelčin 2:3 NK Satnica – NK Hajduk Marijanci 2:1 NK Bratstvo Radikovci – NK Dubrava Ivanovci 2:2 NK BSK Termia Bizovac – NK Omladinac Petrijevci 4:0 NK Gat – NK Kućanci 6:1 NK Graničar Šljivoševci – NK Hajdin Cret 2:1  |
| NK Croatia Veliškovci – NK Gaj Brođanci 2:1 NK Graničar Šljivoševci – NK Drava Nard 1:0 NK Sokol Rakitovica – NK Mladost Črnkovci 2:0 NK Zelčin – NK Satnica 5:0 NK Hajduk Marijanci – NK Bratstvo Radikovci 1:0 NK Dubrava Ivanovci – NK BSK Termia Bizovac 4:3 NK Omladinac Petrijevci – NK Gat 1:1 NK Hajdin Cret – NK Kućanci 4:1  | NK Mladost Črnkovci – NK Croatia Veliškovci 5:0 NK Gaj Brođanci – NK Graničar Šljivoševci 0:3 NK Satnica – NK Sokol Rakitovica 4:0 NK Bratstvo Radikovci – NK Zelčin 1:2 NK BSK Termia Bizovac – NK Hajduk Marijanci 2:0 NK Gat – NK Dubrava Ivanovci 1:0 NK Kućanci – NK Omladinac Petrijevci 1:3 NK Drava Nard – NK Hajdin Cret 6:2   | NK Croatia Veliškovci – NK Satnica 0:3 NK Graničar Šljivoševci – NK Mladost Črnkovci 0:0 NK Drava Nard – NK Gaj Brođanci 8:1 NK Sokol Rakitovica – NK Bratstvo Radikovci 3:0 NK Zelčin – NK BSK Termia Bizovac 2:1 NK Hajduk Marijanci – NK Gat 0:0 NK Dubrava Ivanovci – NK Kućanci 10:1 NK Hajdin Cret – NK Omladinac Petrijevci 2:2 |
| NK Bratstvo Radikovci – NK Croatia Veliškovci 3:1 NK Satnica – NK Graničar Šljivoševci 0:0 NK Mladost Črnkovci – NK Drava Nard 0:2 NK BSK Termia Bizovac – NK Sokol Rakitovica 3:3 NK Gat – NK Zelčin 0:0 NK Kućanci – NK Hajduk Marijanci 2:2 NK Omladinac Petrijevci – NK Dubrava Ivanovci 1:2 NK Gaj Brođanci – NK Hajdin Cret 3:2  | NK Croatia Veliškovci – NK BSK Termia Bizovac 1:2 NK Graničar Šljivoševci – NK Bratstvo Radikovci 1:4 NK Drava Nard – NK Satnica 2:2 NK Gaj Brođanci – NK Mladost Črnkovci 2:0 NK Sokol Rakitovica – NK Gat 2:1 NK Zelčin – NK Kućanci 6:0 NK Hajduk Marijanci – NK Omladinac Petrijevci 3:1 NK Hajdin Cret – NK Dubrava Ivanovci 2:2   | NK Gat – NK Croatia Veliškovci 2:0 NK BSK Termia Bizovac – NK Graničar Šljivoševci 1:0 NK Bratstvo Radikovci – NK Drava Nard 0:3 NK Satnica – NK Gaj Brođanci 0:0 NK Kućanci – NK Sokol Rakitovica 1:1 NK Omladinac Petrijevci – NK Zelčin 1:1 NK Dubrava Ivanovci – NK Hajduk Marijanci 0:1 NK Mladost Črnkovci – NK Hajdin Cret 6:0  |
| NK Croatia Veliškovci – NK Kućanci 6:1 NK Graničar Šljivoševci – NK Gat 2:1 NK Drava Nard – NK BSK Termia Bizovac 3:2 NK Gaj Brođanci – NK Bratstvo Radikovci 0:0 NK Mladost Črnkovci – NK Satnica 6:1 NK Sokol Rakitovica – NK Omladinac Petrijevci 3:0 NK Zelčin – NK Dubrava Ivanovci 2:0 NK Hajdin Cret – NK Hajduk Marijanci 2:3  | NK Omladinac Petrijevci – NK Croatia Veliškovci 2:2 NK Kućanci – NK Graničar Šljivoševci 1:4 NK Gat – NK Drava Nard 0:2 NK BSK Termia Bizovac – NK Gaj Brođanci 8:1 NK Bratstvo Radikovci – NK Mladost Črnkovci 0:2 NK Dubrava Ivanovci – NK Sokol Rakitovica 2:0 NK Hajduk Marijanci – NK Zelčin 1:1 NK Satnica – NK Hajdin Cret 9:1   | NK Croatia Veliškovci – NK Dubrava Ivanovci 0:5 NK Graničar Šljivoševci – NK Omladinac Petrijevci 1:0 NK Drava Nard – NK Kućanci 11:0 NK Gaj Brođanci – NK Gat 0:3 NK Mladost Črnkovci – NK BSK Termia Bizovac 2:1 NK Satnica – NK Bratstvo Radikovci 1:1 NK Sokol Rakitovica – NK Hajduk Marijanci 1:4 NK Hajdin Cret – NK Zelčin 1:0 |
| NK Hajduk Marijanci – NK Croatia Veliškovci 6:0 NK Dubrava Ivanovci – NK Graničar Šljivoševci 0:0 NK Omladinac Petrijevci – NK Drava Nard 0:3 NK Kućanci – NK Gaj Brođanci 6:1 NK Gat – NK Mladost Črnkovci 1:0 NK BSK Termia Bizovac – NK Satnica 1:0 NK Zelčin – NK Sokol Rakitovica 1:2 NK Bratstvo Radikovci – NK Hajdin Cret 2:1  | NK Croatia Veliškovci – NK Zelčin 0:5 NK Graničar Šljivoševci – NK Hajduk Marijanci 2:2 NK Drava Nard – NK Dubrava Ivanovci 0:5 NK Gaj Brođanci – NK Omladinac Petrijevci 4:0 NK Mladost Črnkovci – NK Kućanci 1:1 NK Satnica – NK Gat 0:1 NK Bratstvo Radikovci – NK BSK Termia Bizovac 3:1 NK Hajdin Cret – NK Sokol Rakitovica 1:1   | NK Sokol Rakitovica – NK Croatia Veliškovci 2:0 NK Zelčin – NK Graničar Šljivoševci 1:1 NK Hajduk Marijanci – NK Drava Nard 0:1 NK Dubrava Ivanovci – NK Gaj Brođanci 3:1 NK Omladinac Petrijevci – NK Mladost Črnkovci 0:0 NK Kućanci – NK Satnica 4:0 NK Gat – NK Bratstvo Radikovci 0:0 NK BSK Termia Bizovac – NK Hajdin Cret 6:3  |
| NK Gat – NK BSK Termia Bizovac 2:0 NK Kućanci – NK Bratstvo Radikovci 3:2 NK Omladinac Petrijevci – NK Satnica 0:0 NK Dubrava Ivanovci – NK Mladost Črnkovci 1:1 NK Hajduk Marijanci – NK Gaj Brođanci 5:0 NK Zelčin – NK Drava Nard 1:2 NK Sokol Rakitovica – NK Graničar Šljivoševci 1:1 NK Hajdin Cret – NK Croatia Veliškovci 2:0  | NK Graničar Šljivoševci – NK Croatia Veliškovci 2:0 NK Drava Nard – NK Sokol Rakitovica 1:0 NK Gaj Brođanci – NK Zelčin 0:4 NK Mladost Črnkovci – NK Hajduk Marijanci 0:3 NK Satnica – NK Dubrava Ivanovci 0:0 NK Bratstvo Radikovci – NK Omladinac Petrijevci 4:1 NK BSK Termia Bizovac – NK Kućanci 4:0 NK Gat – NK Hajdin Cret 2:0   | NK Croatia Veliškovci – NK Drava Nard 0:3 NK Sokol Rakitovica – NK Gaj Brođanci 5:0 NK Zelčin – NK Mladost Črnkovci 1:0 NK Hajduk Marijanci – NK Satnica 2:1 NK Dubrava Ivanovci – NK Bratstvo Radikovci 2:1 NK Omladinac Petrijevci – NK BSK Termia Bizovac 1:3 NK Kućanci – NK Gat 3:0 NK Hajdin Cret – NK Graničar Šljivoševci 0:3  |
| NK Gaj Brođanci – NK Croatia Veliškovci 0:1 NK Drava Nard – NK Graničar Šljivoševci 2:1 NK Mladost Črnkovci – NK Sokol Rakitovica 0:1 NK Satnica – NK Zelčin 1:0 NK Bratstvo Radikovci – NK Hajduk Marijanci 1:1 NK BSK Termia Bizovac – NK Dubrava Ivanovci 3:1 NK Gat – NK Omladinac Petrijevci 3:0 NK Kućanci – NK Hajdin Cret 3:0  | NK Croatia Veliškovci – NK Mladost Črnkovci 0:2 NK Graničar Šljivoševci – NK Gaj Brođanci 4:0 NK Sokol Rakitovica – NK Satnica 1:0 NK Zelčin – NK Bratstvo Radikovci 4:0 NK Hajduk Marijanci – NK BSK Termia Bizovac 0:0 NK Dubrava Ivanovci – NK Gat 0:2 NK Omladinac Petrijevci – NK Kućanci 2:0 NK Hajdin Cret – NK Drava Nard 0:2   | NK Satnica – NK Croatia Veliškovci 4:0 NK Mladost Črnkovci – NK Graničar Šljivoševci 1:1 NK Gaj Brođanci – NK Drava Nard 0:4 NK Bratstvo Radikovci – NK Sokol Rakitovica 3:2 NK BSK Termia Bizovac – NK Zelčin 3:1 NK Gat – NK Hajduk Marijanci 3:1 NK Kućanci – NK Dubrava Ivanovci 2:0 NK Omladinac Petrijevci – NK Hajdin Cret 2:3  |
| NK Croatia Veliškovci – NK Bratstvo Radikovci 2:3 NK Graničar Šljivoševci – NK Satnica 3:0 NK Drava Nard – NK Mladost Črnkovci 2:0 NK Sokol Rakitovica – NK BSK Termia Bizovac 0:2 NK Zelčin – NK Gat 1:0 NK Hajduk Marijanci – NK Kućanci 3:0 NK Dubrava Ivanovci – NK Omladinac Petrijevci 3:1 NK Hajdin Cret – NK Gaj Brođanci 5:1  | NK BSK Termia Bizovac – NK Croatia Veliškovci 4:1 NK Bratstvo Radikovci – NK Graničar Šljivoševci 4:3 NK Satnica – NK Drava Nard 1:4 NK Mladost Črnkovci – NK Gaj Brođanci 3:0 NK Gat – NK Sokol Rakitovica 6:0 NK Kućanci – NK Zelčin 2:3 NK Omladinac Petrijevci – NK Hajduk Marijanci 4:2 NK Dubrava Ivanovci – NK Hajdin Cret 2:0   | NK Croatia Veliškovci – NK Gat 0:3 NK Graničar Šljivoševci – NK BSK Termia Bizovac 0:0 NK Drava Nard – NK Bratstvo Radikovci 1:1 NK Gaj Brođanci – NK Satnica 0:4 NK Sokol Rakitovica – NK Kućanci 3:0 NK Zelčin – NK Omladinac Petrijevci 0:3 NK Hajduk Marijanci – NK Dubrava Ivanovci 2:0 NK Hajdin Cret – NK Mladost Črnkovci 4:0  |
| NK Kućanci – NK Croatia Veliškovci 4:2 NK Gat – NK Graničar Šljivoševci 1:0 NK BSK Termia Bizovac – NK Drava Nard 1:3 NK Bratstvo Radikovci – NK Gaj Brođanci 12:1 NK Satnica – NK Mladost Črnkovci 2:0 NK Omladinac Petrijevci – NK Sokol Rakitovica 2:1 NK Dubrava Ivanovci – NK Zelčin 1:2 NK Hajduk Marijanci – NK Hajdin Cret 2:0 | NK Croatia Veliškovci – NK Omladinac Petrijevci 0:12 NK Graničar Šljivoševci – NK Kućanci 2:1 NK Drava Nard – NK Gat 2:1 NK Gaj Brođanci – NK BSK Termia Bizovac 0:11 NK Mladost Črnkovci – NK Bratstvo Radikovci 4:0 NK Sokol Rakitovica – NK Dubrava Ivanovci 0:0 NK Zelčin – NK Hajduk Marijanci 2:0 NK Hajdin Cret – NK Satnica 6:1 | NK Dubrava Ivanovci – NK Croatia Veliškovci 1:0 NK Omladinac Petrijevci – NK Graničar Šljivoševci 1:3 NK Kućanci – NK Drava Nard 2:1 NK Gat – NK Gaj Brođanci 7:1 NK BSK Termia Bizovac – NK Mladost Črnkovci 3:0 NK Bratstvo Radikovci – NK Satnica 1:1 NK Hajduk Marijanci – NK Sokol Rakitovica 3:0 NK Zelčin – NK Hajdin Cret 2:4  |
| NK Croatia Veliškovci – NK Hajduk Marijanci 2:4 NK Graničar Šljivoševci – NK Dubrava Ivanovci 3:0 NK Drava Nard – NK Omladinac Petrijevci 3:3 NK Gaj Brođanci – NK Kućanci 3:2 NK Mladost Črnkovci – NK Gat 2:1 NK Satnica – NK BSK Termia Bizovac 3:5 NK Sokol Rakitovica – NK Zelčin 2:1 NK Hajdin Cret – NK Bratstvo Radikovci 5:3  | NK Zelčin – NK Croatia Veliškovci 1:2 NK Hajduk Marijanci – NK Graničar Šljivoševci 3:1 NK Dubrava Ivanovci – NK Drava Nard 2:3 NK Omladinac Petrijevci – NK Gaj Brođanci 9:1 NK Kućanci – NK Mladost Črnkovci 2:0 NK Gat – NK Satnica 3:2 NK BSK Termia Bizovac – NK Bratstvo Radikovci 7:0 NK Sokol Rakitovica – NK Hajdin Cret 3:3   | NK Croatia Veliškovci – NK Sokol Rakitovica 1:1 NK Graničar Šljivoševci – NK Zelčin 3:1 NK Drava Nard – NK Hajduk Marijanci 3:2 NK Gaj Brođanci – NK Dubrava Ivanovci 0:8 NK Mladost Črnkovci – NK Omladinac Petrijevci 3:2 NK Satnica – NK Kućanci 0:1 NK Bratstvo Radikovci – NK Gat 2:0 NK Hajdin Cret – NK BSK Termia Bizovac 3:0  |

## Kvalifikacije za 1. ŽNL Osječko-baranjsku
Zbog gašenja Međužupanijske lige Osijek – Vinkovci i prebacivanja velikog broja klubova u niži rang, u 1. ŽNL Osječko-baranjsku je iz 2. ŽNL Osječko-baranjske u ovoj sezoni samo jedan klub bio promoviran.
Četvrtfinale:
NK Iskrica Šaptinovci – NK Klas Čepin 2:0
NK Klas Čepin – NK Iskrica Šaptinovci 3:2
Polufinale 10. lipnja 2015. godine, 18:00:
NK Slavonija Punitovci – NK Drava Nard                                  0:1
NK Hajduk Popovac – NK Iskrica Šaptinovci                               5:0
Finale 14. lipnja 2015. godine, 17:30, Gradski vrt, Osijek: 
NK Drava Nard – NK Hajduk Popovac 2:3
U 1. ŽNL Osječko-baranjsku se plasirao NK Hajduk Popovac, ali je na koncu odustao od promocije.